# Rosbachtal
Das Naturschutzgebiet Rosbachtal liegt nördlich von Rosbach in der Gemeinde Windeck im nordrhein-westfälischen Rhein-Sieg-Kreis. Neben dem Rosbach auf einer Länge von sechs Kilometern ist auch das Juchtbachtal Teil des Schutzgebietes.
Das Naturschutzgebiet wurde 1994 geschaffen und inzwischen als FFH-Gebiet anerkannt. Es hat eine Größe von 143 ha.
Das Schutzgebiet bietet neben naturnahen Bachgehölzen wie Schwarzerlen, feuchten Hochstaudenfluren und extensiv genutztem Grünland mit Feucht-, Nass- und Magerwiesen einige Besonderheiten. Besonders schützenswert sind die durch intensive Abholzung entstandenen Niederwälder. Daneben gibt es hier Steinbrüche und Abraumhalden, die eigene Lebensformen beherbergen.
Im Rosbachtal ist der Eisvogel zu finden. Etwa 500 Schmetterlingsarten leben in dem Naturschutzgebiet, darunter 120 von der Roten Liste NRW. Im Bereich des heideähnlichen Niederwaldes leben Alteichen-Glasflügler und Birken-Glasflügler. Auch der Eichen-Zipfelfalter findet hier seine Heimat. Weitere bedeutende Vorkommen des Großen und Kleinen Moorbläulings führten zur Anerkennung als FFH-Gebiet. Von den registrierten 343 Pflanzenarten stehen 20 auf der Roten Liste NRW. Hier besteht das größte Vorkommen des Fieberklees im Rhein-Sieg-Kreis und das einzige der Labkraut-Sommerwurz.
Koordinaten: 50° 48′ 24″ N, 7° 38′ 27″ O